# NGC 1250
NGC 1250 este o galaxie lenticulară marginală situată la aproximativ 275 de milioane de ani lumină distanță  în constelația Perseus. A fost descoperită de astronomul Lewis Swift pe 21 octombrie 1886. NGC 1250 este membru al Clusterului Perseus.